# Rhamphomyia simplex
Rhamphomyia simplex là một loài ruồi, trong họ Empididae. It has a limited distribution. Nó được tìm thấy ở Ireland, phía đông đến Đức và from Thụy Điển, Phần Lan và tây bắc Nga.